# Heteroscyphus graeffei
Heteroscyphus graeffei là một loài Rêu trong họ Geocalycaceae. Loài này được (J.B. Jack & Stephani) Grolle mô tả khoa học đầu tiên năm 1980.